# محمد بن إبراهيم النعماني
محمد بن إبراهيم بن جعفر النعماني (المعروف أيضًا باسم ابن أبي زينب)، كان عالمًا شيعيًا في القرن العاشر. يشير اسمه الأخير إلى أن عائلته جاءت من النعمانية بالقرب من بغداد. ويقال إنه كان من تلاميذ محمد بن يعقوب الكليني (ق. 864).
عن أحمد بن علي النجاشي (ق. 982-1058) فقد ألف ابن أبي زينب عدة كتب مثل كتاب الفرائض، وكتاب الغيبة، وكتاب الرد على الإسماعيلية. وينسب إليه تفسير اسمه تفسير النعماني. الذي دمجه دمج التعليق المؤلف محمد باقر المجلسي (ازدهر في 1650 م) في بحار الأنوار.